# Giambattista Basile
Giambattista Basile (født 15. februar 1566, død 23. februar 1632) var en italiensk poet og eventyr samler.

## Biografi
Han blev født ind i en napolitansk middelklasse-familie, og hans karriere omfattede bl.a. en stilling som hofmand og soldat for forskellige italienske fyrster, herunder Doge i Venedig. Ifølge Benedetto Croce blev Basile født i 1575, mens andre kilder mener, at Basile blev født i februar 1566. I Venedig begyndte han at skrive poesi. Senere vendte han tilbage til Napoli for at fungere som hofmand for Don Marino II Caracciolo, prins af Avellino (en by og kommune i Italien) til hvem han dedikerede sit værk L'Aretusa (1618). Ved sin død havde han nået rang af "grev" Conte di Torrone.
Basile er især husket for at skrive en samling af napolitanske eventyr med titlen Lo cunto de li cunti overo lo trattenemiento de peccerille (napolitanske for "The Tale of Tales, or Entertainment for Little Ones"), udgivet posthumt i to bind af hans søster Adriana i Napoli, Italien i 1634 og 1636 under pseudonymet Gian Alesio Abbatutis.
Han indsamlede og redigerede fortællingerne, der menes at have været mundtligt videregivet omkring Kreta og Venedig, hvoraf flere blev også senere redigeret af Charles Perrault og Brødrene Grimm, sidstnævnte gjorde omfattende brug af Basiles samling. Eksempler på dette er versioner af Askepot, Rapunzel, Den Bestøvlede Kat, Tornerose og Hans og Grete.
Selvom andre samlinger af historier også har inkluderet historier, der ville kaldes eventyr, er Basiles samling den første samling, der udelukkende består af eventyr.